# Tariq Ramadan
Tariq Ramadan (în arabă: طارق رمضان, n. 26 august 1962) este un  scriitor elvețian,  profesor de studii islamice contemporane în cadrul Facultății de Studii Orientale de la Universitatea Oxford (Oriental Institute, St Antony’s College). Tariq Ramadan predă și la Facultatea de Teologie din Oxford. Este  directorul  Centrului de Cercetare al legislației și eticii islamice (CILE) (Doha, Qatar). Susține studiul și re-interpretarea textelor islamice, și subliniază caracterul eterogen al musulmanilor occidentali.

## Biografie
Tariq Ramadan s-a născut în Geneva, Elveția, la 26 august 1962. El este fiul lui Said Ramadan și Wafa Al-Bana, care a fost fiica cea mare a lui Hassan al Banna care, în 1928, a fondat Frăția Musulmană din Egipt. Gamal al-Banna, reformatorul musulman liberal este stră-unchiul său. Tatăl său a fost o figură proeminentă în Frăția Musulmană  și a fost exilat de către Gamal Abdel Nasser din Egipt în Elveția. 
Tariq Ramadan a studiat filosofia și literatura franceză la nivel de masterat și deține un doctorat în studii arabe și islamice de la Universitatea din Geneva. A scris, de asemenea, o disertație de doctorat pe despre Friedrich Nietzsche, intitulată ”Nietzsche  un istoric al filosofiei.”
În 2005, el a avut o cercetare la Fundația Lokahi. În 2007, el a aplicat cu succes pentru profesorat în studii islamice la Universitatea din Leiden, dar apoi a refuzat să ocupe poziția, invocând motive profesionale. Începând cu septembrie 2009, Ramadan, a fost numit în funcție la Catedra de Studii islamice contemporane de la Universitatea Oxford.
Ramadan a stabilit mișcarea musulmanilor elvețieni ” Mouvement des Musulmans Suisses”, care se angajează în diverse seminarii interconfesionale . El este un consilier al UE pe probleme religioase și a fost solicitat pentru consultanță de către UE pe idea de " Islam și secularism " . În septembrie 2005, el a fost invitat să se alăture unui grup de lucru din  guvernul Regatului Unit. Este  de asemenea, președintele Rețelei Euro - musulmani, o bază de discuții din Bruxelles.
Începând din 2009, Tariq Ramadan a fost numit o persona non grata în Tunisia, Egipt, Arabia Saudită, Libia și Siria, din cauza faptului că el " critică aceste regimuri nedemocratice care neagă drepturile fundamentale ale omului ".

## Revocarea vizei pentru Satele Unite ale Americii și ridicarea sa ulterioră
În februarie 2004, Tariq Ramadan a acceptat poziția oferită de Henry R. Luce, ca profesor de ”religie, conflicte și de consolidare păcii”  la Institutul  Joan B. Kroc pentru Studii Internaționale de Pace, de la Universitatea Notre Dame din South Bend, Indiana, Statele Unite ale Americii. I-a fost acordată o viza temporara pe data de  5 mai, iar pe data de 28 iulie i-a fost revocată de către Departamentul de Stat. În octombrie,  Universitatea Notre Dame a depus o petiție  în numele lui Ramadan. După ce nu a obținut niciun răspuns din partea Guvernului, Ramadan a demisionat din funcție.
În septembrie 2005, Ramadan a depus o cerere pentru a obține o viză B care să-i permită să participe la un acord cu diverse organizații și universități.
La data de 19 septembrie 2006, Guvernul a negat în mod oficial solicitare  vizei lui Ramadan. Prin declarațiea  reprezentantului  Departamentul de Stat:.". Un funcționar  al Consiliului Națiunilor Unite a refuzat cererea de viză a Dr. Tariq Ramadan. Acesta este a concluzionat că acțiunile dr. Ramadan sunt inadmisibile și acordă  sprijin material unei organizații teroriste.
La data de 17 iulie 2009, instanța de apel federale din SUA a anulat hotărârea instanței districtuale inferiore.
La data de 08 aprilie 2010, Ramadan a vorbit într-un panou de discuții la Sala Mare a Uniunii Cooper în New York City. A fost  prima sa aparitie publica de când Departamentul de Stat a ridicat interdicția. Grupul a  dezbătut liniile pe care  națiunile occidentale ar trebui să meargă pentru a se adapta la populațiile lor de musulmani.

## Opinii
Ramadan lucrează în primul rând pe teologia islamică și poziția musulmanilor din Occident și în țările majoritar musulmane. În general, el consideră că este necesară interpretarea  Coranului, nu pur și simplu pentru a citi textul arab, ci  în scopul de a înțelege sensul său și de a practica filosofia islamică. El subliniază, de asemenea, diferența dintre religie și cultură, care  sunt prea adesea confundate, argumentând că cetățenia și religia sunt concepte separate, care nu ar trebui să fie amestecate. El susține că nu există niciun conflict între a fi atât un musulman și un european, un musulman trebuie să accepte legile țării sale. Se opune unor politicieni sau oameni care încearcă să eludeze sau să dea  un nou sens de propriilor lor legi.
El crede că musulmanii din vest ar trebui să creeze un "islam occidental", la fel cum există o separare în ”islamul din Asia” și ”islamul din Africa”. Trebuie să fie luate în considerare diferențele culturale.
Este cel care respinge o diviziune binară a lumii în Dar al-Islam (lăcașul islamului) și Dar al-Harb (lăcașul războiului), pe motiv că o astfel de divizare nu este menționată  în Coran. El a fost, de asemenea, cunoscut pentru susținerea  Dar al-Da'wa (lăcașul de diseminare a informației).  Pentru Ramadan, Occidentul nu este nici Lăcașul de război, nici Lăcașul de Da'wa ci "Dar Al-Shahada", "Lăcașul de mărturie" [a mesajului islamic]. El susține că musulmanii sunt "martori în fața omenirii", ei trebuie să continue să revizuiască principiile fundamentale ale islamului și să își asume responsabilitatea pentru credința lor.
Crede că majoritatea musulmanilor din Occident trăiesc în liniște și se integrează cu succes în societate. Principalele probleme pentru comunitatea provin de la cei care sunt ignoranți de societatea occidentală.
Din punct de vedere politic, Ramadan s-a opus invaziei Irakului în 2003. El crede că măsurile luate în Irak împotriva armata Statelor Unite au fost justificate ca acte de rezistență la opresiune.
A condamnat atentatul sinucigaș și violența drept tactici. Ramadan susține că terorismul nu este justificat, chiar dacă uneori este de înțeles.
Ramadan s-a pronunțat împotriva legii franceze privind laicitatea și simbolurile religioase din școli.
Ramadan a scris că răspunsul musulman al discursului Papei Benedict al XVI-lea despre islam a fost disproporționat, și a  încurajat de  regimurile islamice reacționare, în scopul  distragerii  atenției populației lor, și că nu a îmbunătăți poziția islamului în lume.
Ramadan a scris un articol intitulat ” Les (nouveaux) intellectuels communautaires” pe care ziarele ”Le Monde” și ”Le Figaro” au refuzat să îl publice.
În articol, el critică un număr de intelectuali francezi, cum ar fi Alexandre Adler, Alain Finkielkraut, Bernard-Henri Lévy, André Glucksmann și Bernard Kouchner, pentru că ar fi abandonat drepturile universale ale omului, precum și acordarea unui statut special pentru apărarea Israelului. Ramadan a fost acuzat, în schimb, că a folosit un limbaj inflamator.

## Lucrări
- Arab Awakening, 2012. ISBN 978-1-84-614650-3
- The Quest for Meaning: Developing A Philosophy of Pluralism, 2010. ISBN 978-0-14-191957-7
- What I Believe, 2009. ISBN 978-0-19-538785-8
- Radical Reform: Islamic Ethics and Liberation, 2009. ISBN 978-0-19-533171-4
- In the Footsteps of the Prophet: Lessons from the Life of Muhammad, 2007. ISBN 978-0-19-530880-8
- Western Muslims and the future of Islam, 2004. ISBN 0-19-517111-X
- Islam, the West, and the Challenge of Modernity, 2001. ISBN 0-86037-311-8
- To Be a European Muslim, 1999. ISBN 0-86037-300-2

## Legături externe
- Site web oficial
- Tariq Ramadan audio and video lectures from Halal Tube
- Tariq Ramadan argues for a new understanding of what it means to be a “moderate” Muslim
- Tariq Ramadan Debates Moustafa Bayoumi on Proposed Islamic Center Near Ground Zero – video by Democracy Now!
- Tariq Ramadan influences - official video fr